# Autotreno
Autotreno (talvolta erroneamente chiamato TIR) indica un convoglio costituito di una unità di trazione e di una o più unità rimorchiate sprovviste di motore. In genere si intende per autotreno un autocarro con il rimorchio.

## Impiego su strada

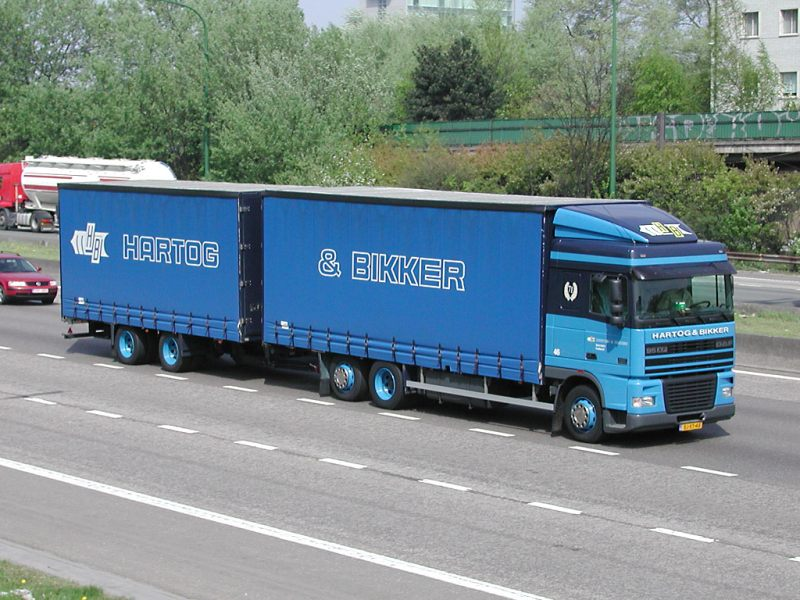
Tipico autotreno grandevolume con rimorchio biga al seguito

Il convoglio stradale viene regolamentato dalle varie autorità nazionali che ne codifica sia gli ingombri massimi in fatto di lunghezza, larghezza e altezza, sia il peso massimo a terra e di conseguenza il peso massimo di merce trasportata.
Le due semi-unità sono unite tra di loro da uno speciale meccanismo composto da un timone posto nella parte anteriore del rimorchio e da un gancio situato sul retro dell'autocarro trainante. Il timone generalmente termina con un occhiello nel quale viene inserito un perno d'acciaio attraversante anche il gancio posto sulla motrice, detto campana; sui veicoli più all'avanguardia viene utilizzato, in sostituzione del più classico occhione, un sistema di aggancio "a sfera" che, permettendo una migliore distribuzione delle sollecitazioni, garantisce una maggiore durata del sistema di aggancio riducendo i costi di manutenzione del veicolo.
In questo modo l'unità trainata mantiene una distanza fissa dalla trainante riuscendo ad inscrivere le curve stradali grazie alla possibilità di movimento del timone nel gancio. Da tenere spesso sotto osservazione il timone e l'occhiello perché devono essere perfettamente diritti. Il progresso tecnologico ha migliorato sempre più le metodologie di aggancio riuscendo a ridurre sempre più la distanza di sicurezza necessaria tra le unità, ottenendo una maggior volumetria di carico senza aumentare l'ingombro in lunghezza del convoglio.
Le continue ricerche hanno anche portato ad agganci semiautomatici, facilmente utilizzabili con l'intervento del solo guidatore, e ad un abbassamento progressivo dei piani di carico delle merci; il risultato è che se, fino ad alcuni anni fa, la possibilità volumetrica di carico era di circa 80 m³ si è giunti a delle possibilità superiori ai 120 m³ per gli automezzi più recenti, i cosiddetti grande volume. Questo tipo di mezzo di trasporto viene utilizzato per movimentare grandi quantità di merce e si confronta, nell'utilizzo, con l'altro tipo di convoglio usuale nel trasporto su strada, l'autoarticolato composto da trattore stradale e semirimorchio.
Ognuna delle due soluzioni presenta punti di vantaggio e punti di svantaggio; per quanto riguarda l'autotreno i vantaggi si possono riassumere in:
- Una maggiore capacità di carico volumetrico dovuta alla lunghezza superiore ammessa per l'accoppiata così composta rispetto all'autoarticolato: lunghezza totale fino a 18,75 metri, contro normalmente i 16,50 di un autoarticolato (nel 2021 in Italia la lunghezza ammessa per gli autoarticolati è stata portata a 18.00 m[1], riducendo tale differenza).
- La possibilità, in caso di necessità, di poter effettuare il trasporto anche solo con l'autocarro trainante, aumentando la flessibilità e riducendo i costi di esercizio.
- Maggior controllabilità del complesso veicolare in situazioni difficili (bassa aderenza / manovre d'emergenza): nell'autotreno, infatti, il centro di spinta del rimorchio si trova circa a metà lunghezza del complesso (gruppo gancio/occhione, o sfera) riducendo di molto la possibilità della temuta "chiusura a coltello" (rimorchio che tenta di ruotare verso la parte anteriore del complesso).

L'autotreno può arrivare al massimo a 18 m di lunghezza ma può arrivare anche a 18,75 m se la distanza tra l'estremità anteriore del vano carico della motrice e quella posteriore del rimorchio non supera i 16,40 m e la distanza tra queste due parti meno la distanza tra il posteriore della motrice e l'estremità anteriore del rimorchio non supera i 15,65 m.